# Фермерський будинок

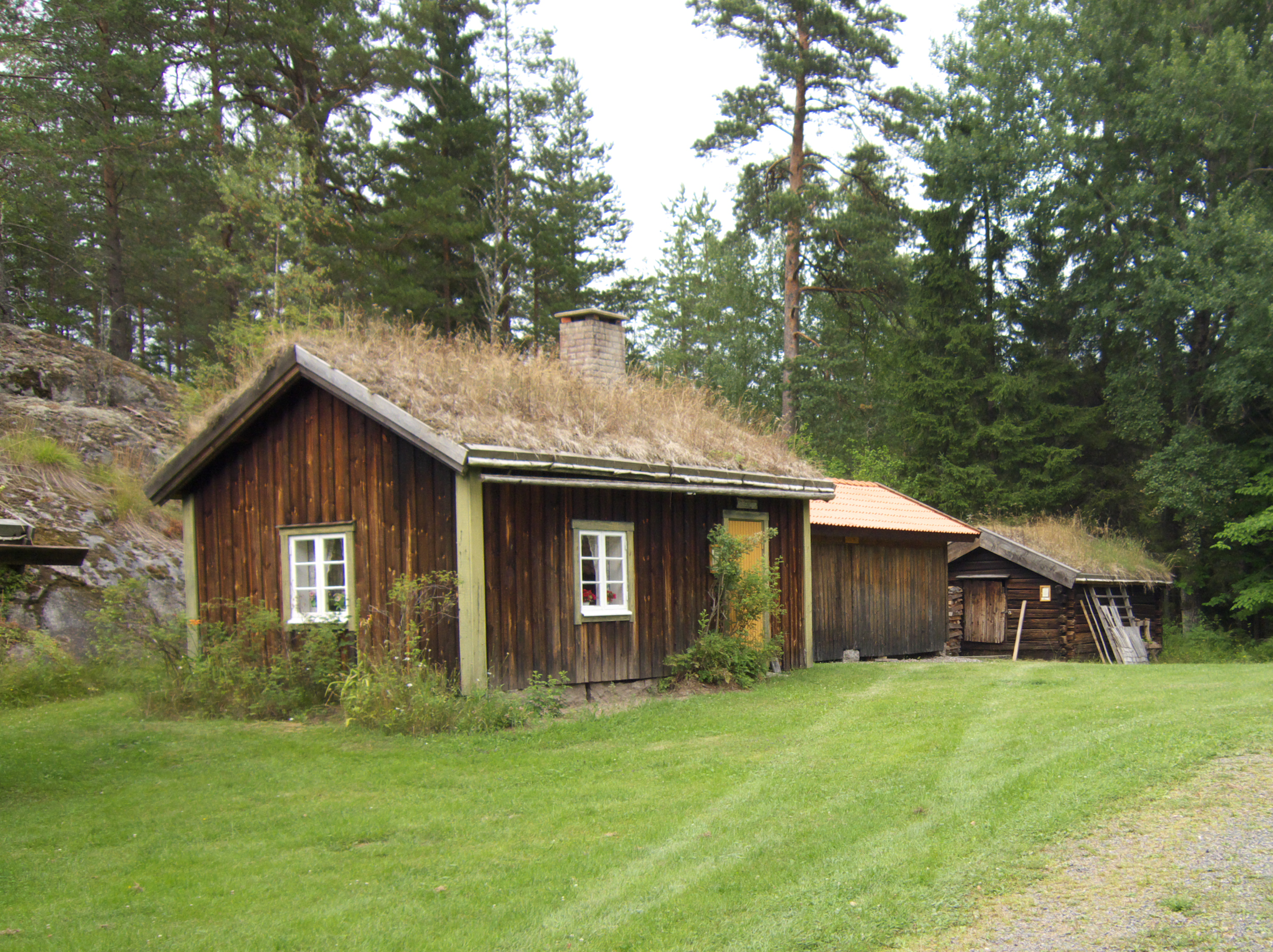
Фермерський будинок зі Швеції. Деревини тут було вдосталь, тому хата побудована з дерева, а дах покритий лубом берези, покритою дерном.

Фермерський будинок — це будівля, яка служить основним приміщенням у сільській або сільськогосподарській місцевості. Історично деякі фермерські будинки часто поєднувалися з приміщенням для тварин, інші фермерські будинки можуть бути з'єднані з одним або декількома господарськими приміщеннями (стайнями та коморами), побудованими у вигляді внутрішнього двору, або з кожною господарською будівлею окремо одна від одної. 
Термін зазвичай стосується житла в садибах, присадибників або працівників ферми. Це головний будинок на фермі. Сім'ї та працівники також можуть жити, а мета полягає в тому, щоб підвищити ефективність сільського господарства, перебуваючи на фермі. Це назва, яка переважно використовуються для будинків за межами міст. Звично, земля знаходиться поблизу фермерського будинку. Поняття включає два аспекти: один, в основному, технічний та описовий, а інший — соціально-економічний у зв'язку з діяльністю, яку здійснюють його мешканці. Після Другої світової війни господарські операції змінилися, а це означало, що до таких будівель пред'являлися інші вимоги. В Україні середні та великі ферми були націоналізовані та перетворені на великі колективні сільськогосподарські підприємства. У радянській фінансовій науці феномен дрібнішого домогосподарства взагалі не розглядався, зважаючи на економічні та ідеологічні причини. Відсутність глобальних ринкових відносин позбавляла необхідності розглядати домогосподарства як суб'єкти ринкових відносин, а рішення, що приймалися домогосподарством, практично не залежали від економічних параметрів.
| | \| «Ми на узбережжі в окрузі Мендосіно, тут усе таке буйне, прекрасне, відкрите. Пагорби всуціль покриті травою, але поміж ними і у складках скель ростуть чудернацькі кущики, над якими попрацювали скульптори — океанські вітри. Ми проминаємо старі дерев'яні паркани, сиві від часу. Ген-ген бовваніє древній сірий фермерський будинок. Як тут можна вести господарство? Паркан у багатьох місцях поламаний. Бідося.»[2] \| |
| — Роберт Мейнард Пірсіґ, «Дзен і мистецтво догляду мотоцикла: дослідження цінностей» | |
| «Ми на узбережжі в окрузі Мендосіно, тут усе таке буйне, прекрасне, відкрите. Пагорби всуціль покриті травою, але поміж ними і у складках скель ростуть чудернацькі кущики, над якими попрацювали скульптори — океанські вітри. Ми проминаємо старі дерев'яні паркани, сиві від часу. Ген-ген бовваніє древній сірий фермерський будинок. Як тут можна вести господарство? Паркан у багатьох місцях поламаний. Бідося.» | |

За своєю конструкцією фермерські будинки часто були невеликими та побудовані з дешевих матеріалів, які можна було отримати без великих виробничих або транспортних витрат. До появи багатьох невеликих цегельних заводів у 1920-1930-х роках сільські будинки були переважно фахверковими та критими соломою. Житлові приміщення, прибудовані до сільськогосподарських виробничих будівель, називаються фермерськими. Форма будинків відповідала місцевій будівельній практиці.
Хоча сільське господарство та тваринництво є традиційними видами діяльності, пов'язаними із сільськими чи заміськими будинками, сьогодні також розвинувся туризм, який використовує переваги цих будинків.
| | \| «Артур бачив, як на початках Дивовтечі подорожні зводили цей фермерський будинок, орали землю і збирали перші врожаї. На інших знімках люди сиділи довкола вогнищ з гітарами або співали, працюючи на полях. Можливо, подумав він, отак вони вивчали пісні, про які казав Амарос Ба.»[3] \| |
| — Дженніфер Белл, роман «Дивовтеча» | |
| «Артур бачив, як на початках Дивовтечі подорожні зводили цей фермерський будинок, орали землю і збирали перші врожаї. На інших знімках люди сиділи довкола вогнищ з гітарами або співали, працюючи на полях. Можливо, подумав він, отак вони вивчали пісні, про які казав Амарос Ба.» | |

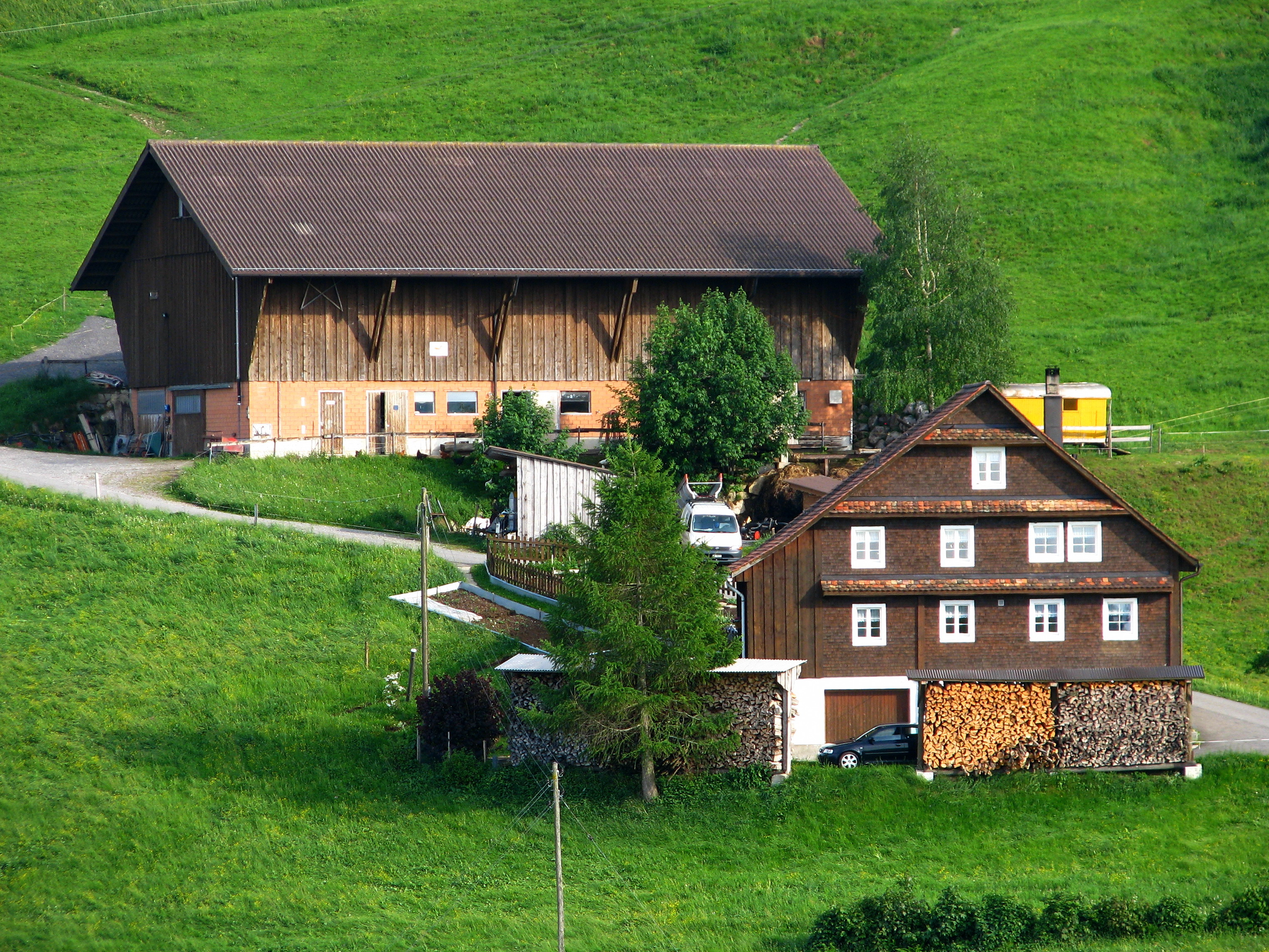
Швейцарський фермерський будинок
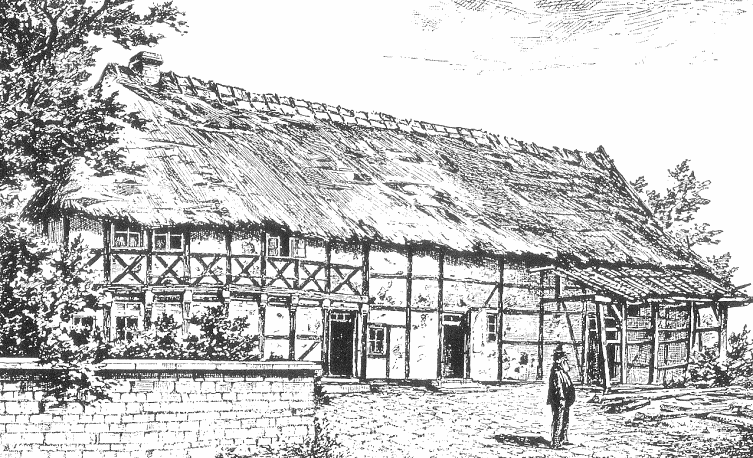
Середньовічна німецька ферма
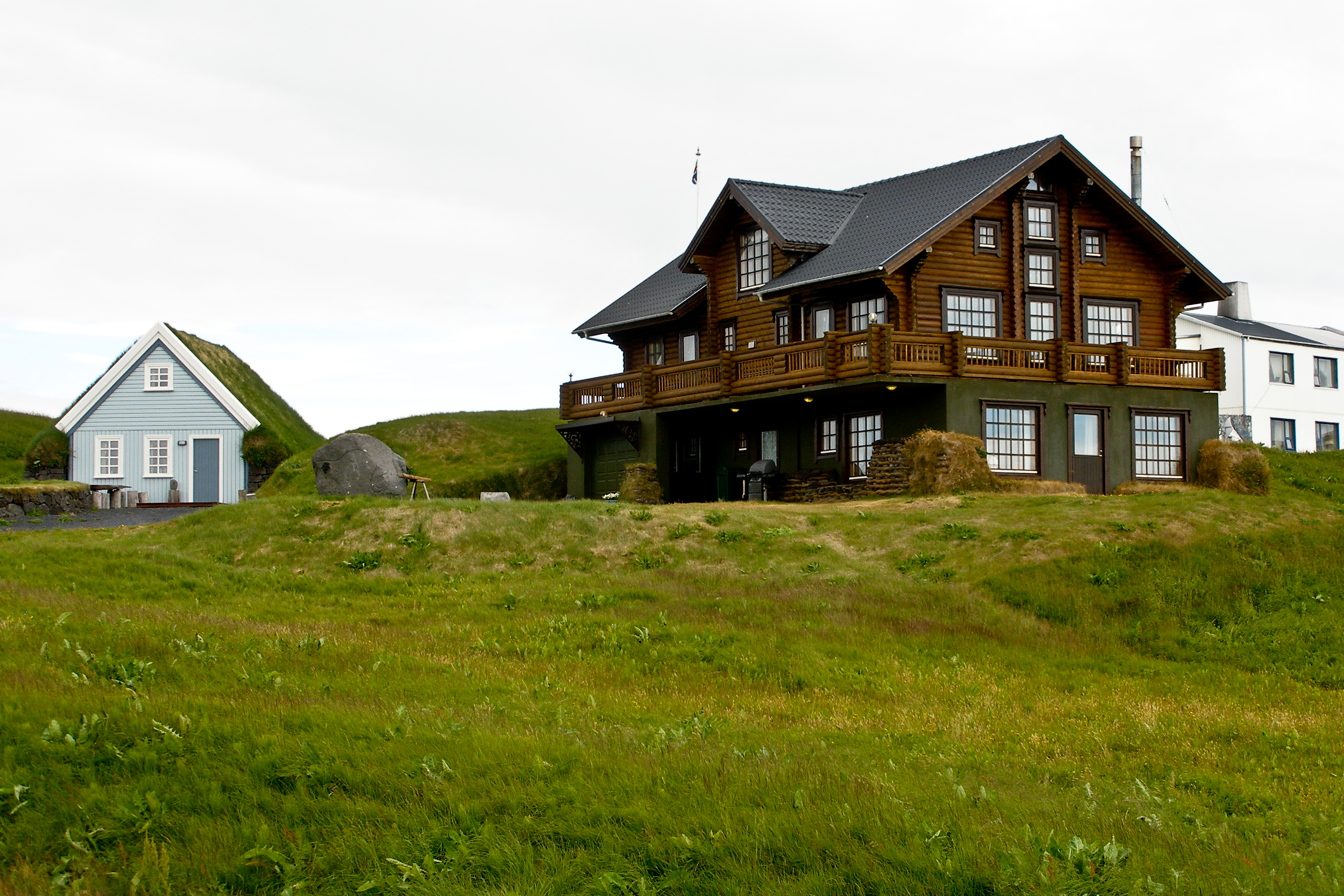
Ісландський фермерський будинок
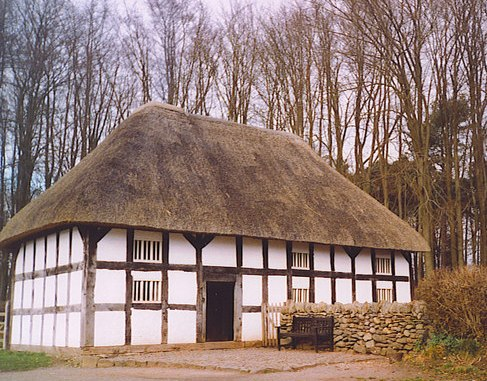
Валлійська ферма
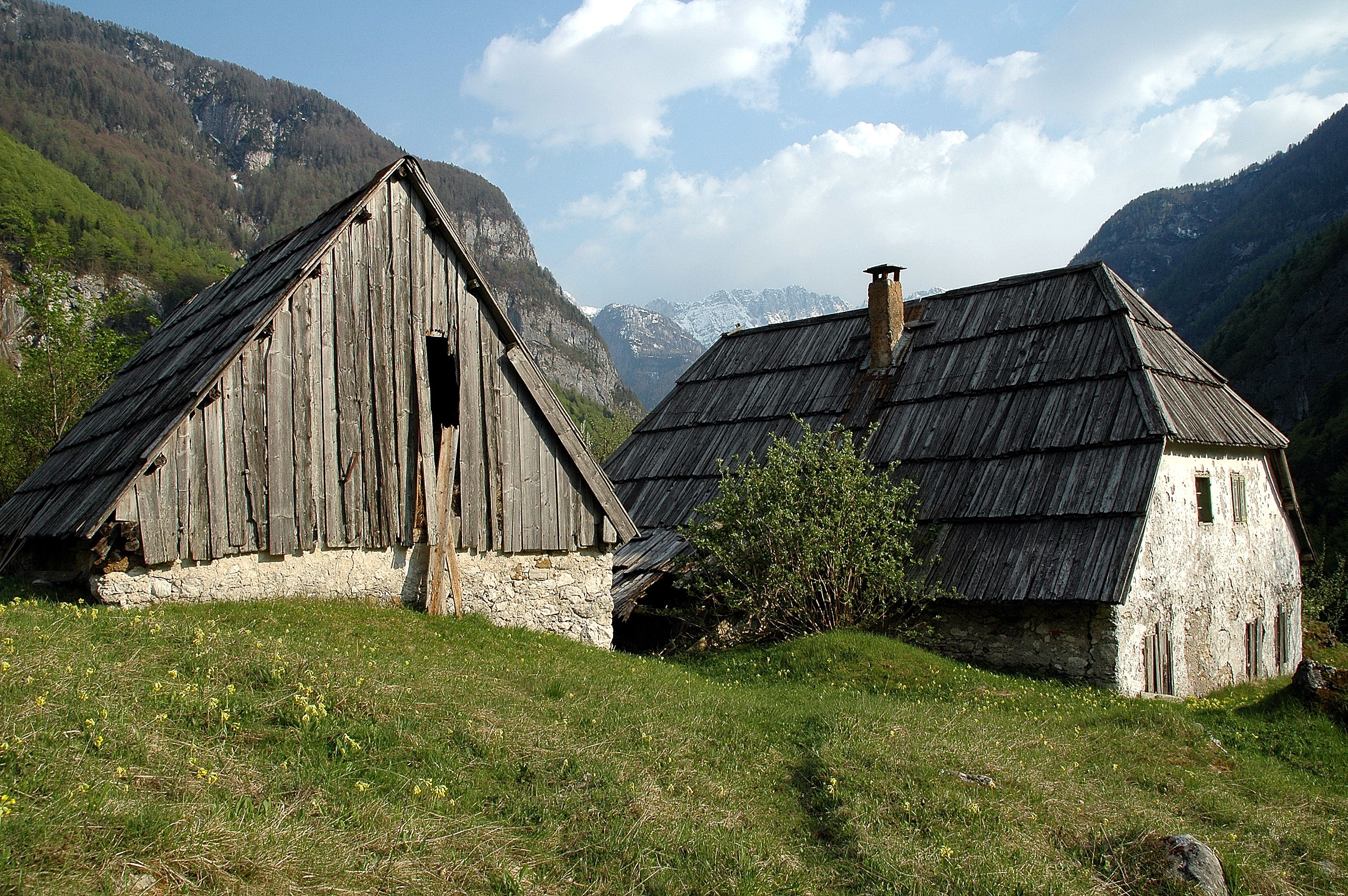
Словенська ферма